# Khỉ sóc đen
Khỉ sóc đen, danh pháp hai phần là Saguinus martinsi, là một loài động vật có vú trong họ Cebidae, bộ Linh trưởng. Loài này được Thomas mô tả năm 1912.